# Nižnije Sergi
Nižnije Sergi (rusky Нижние Серги) jsou město ve Sverdlovské oblasti v Ruské federaci. Při sčítání lidu v roce 2010 měly přes deset tisíc obyvatel.

## Poloha a doprava
Nižnije Sergi leží na západní straně Středního Uralu na Serze, přítoku Ufy v povodí Volhy.
Od Jekatěrinburgu, správního střediska oblasti, jsou Nižnije Sergi vzdáleny přibližně 120 kilometrů jihozápadně.
Přes město vede železniční trať od Čusovoje do Berďauše.

## Dějiny
Nižnije Sergi byly založeny v roce 1743 současně s výstavbou železárny Nižněserginskij zavod.
Závod i obec odvozují své jméno od zdejší řeky Sergy, jejíž jméno je komijského původu a znamená zhruba kuní řeka. Označení Nižně/Nižnije je pro odlišení od sídla městského typu Verchnije Sergi, které leží přibližně dvacet kilometrů východně.
Od roku 1943 jsou Nižnije Sergi městem.

### Rodáci
- Arkadij Dmitrijevič Švecov (1892–1953), konstruktér leteckých motorů